# Einsteini(III) chloride
Einsteini(III) chloride là một hợp chất vô cơ, một muối của einsteini với ion chloride với công thức hóa học EsCl3. Chất này tồn tại dưới dạng tinh thể có màu từ trắng đến cam, có cấu trúc giống UCl3.

## Điều chế
Einsteini(III) chloride được tạo ra bằng cách cho kim loại einsteini phản ứng với khí hydro chloride khô trong 20 phút ở 500 °C, trở thành tinh thể ở khoảng 425 °C.
2Es + 6HCl → 2EsCl3 + 3H2